# Band Waggon (película)
Band Waggon es una película de comedia británica de 1940 dirigida por Marcel Varnel y protagonizada por Arthur Askey, Richard Murdoch y Moore Marriott. Fue escrito por John Watt, Harry S. Pepper, Gordon Crier, Vernon Harris, J. O. C. Orton, Val Guest, Marriott Edgar y Bob Edmunds, basado en el programa de radio de la BBC Band Waggon.
Fue la primera de varias películas populares que Askey hizo para Gainsborough.

## Argumento
Arthur Askey y Stinker Murdoch, dos artistas sin trabajo, viven en el techo de la Broadcasting House en el centro de Londres. Después de ser convocados para una audición con la BBC tres meses antes, fueron olvidados y se establecieron a vivir allí esperando su gran oportunidad. Un día, una prenda de su tendedero cae y golpea a Claude Pilkington, un alto cargo de la BBC, que los hace desalojar. Se ven obligados a empacar todas sus pertenencias e irse.
Mientras conducía a casa esa noche, uno de los neumáticos del coche de Pilkington se pincha por los cristales rotos tirados en la carretera. Ha sido puesto allí por los propietarios del restaurante Jack-in-the-Box, que esperan que su acto de cabaret reciba un contrato con la BBC y hasta ahora no han logrado obtener una audición. Pilkington se sienta sin darse cuenta durante su actuación, incluidos los cantantes Jack Hylton y Patricia Kirkwood, y apenas se da cuenta mientras lee el periódico. Cuando descubre que le han causado el pinchazo, se marcha furioso.
Mientras tanto, Askey y Murdoch se han encontrado en el campo. Al necesitar un lugar para vivir, acuden a un agente inmobiliario local con la esperanza de conseguir una cabaña barata. En su lugar, se les ofrece un castillo por 3 libras de alquiler, que el propietario está tratando de quitarse de las manos, ya que está embrujado. Después de que se instalan en el castillo, comienzan, ocurre una secuencia de sucesos siniestros a pesar de la insistencia del agente inmobiliario de que hay una "explicación perfectamente natural para todo". Cuando se encuentran con Jasper Blackfang, un fantasma que dice frecuentar el lugar, huyen y se refugian en el cercano restaurante Jack-in-the-Box.
Envalentonados al darse cuenta de que el fantasma es en realidad el cuidador del castillo, que ha estado viviendo allí sin pagar alquiler, regresan junto con Hylton y Kirkwood. Descubren un estudio de televisión dentro del castillo, que el cuidador afirma que está siendo utilizado por una estación comercial pirata. De hecho, está siendo utilizado por agentes nazis en Gran Bretaña, pero el cuidador no es consciente de ello.
Frustrados por su fracaso en conseguir una audición en la BBC, deciden utilizar los estudios para transmitir su propio programa. Arthur Askey hace una actuación en la misma longitud de onda que la cadena de televisión de la BBC, interrumpiendo un programa del propio Pilkington, que tiene que ser apagado. Pilkington está furioso por la interrupción, pero el espectáculo de piratas genera un gran interés entre el público en general. Pilkington, por su parte, consigue que Scotland Yard dé caza a la estación pirata. Su determinación de encontrar la estación se ve impulsada por la comprensión de que el castillo contiene planos de aviones británicos robados por los agentes nazis, y Askey sin darse cuenta sostiene los planos durante su transmisión.
Askey ha organizado una gran actuación de una hora de duración que termina en un final en el que la policía, los funcionarios de la BBC y los agentes nazis convergen en el castillo, mientras una bomba de relojería avanza de forma ominosa. El programa es un éxito tan rotundo que la BBC finalmente acordó que Askey, Murdoch y sus asociados tuvieran su propio programa.

## Reparto
- Arthur Askey como él mismo
- Richard Murdoch como Stinker Murdoch
- Patricia Kirkwood como Pat
- Moore Marriott como Jasper
- Freddy Schweitzer como él mismo (acordeonista)
- Bruce Trent como él mismo
- Michael Standing como él mismo
- C.H. Middleton como él mismo
- Jasmine Bligh como ella misma
- Jonah Barrington como él mismo
- Peter Gawthorne como Claude Pilkington
- Donald Calthrop como Hobday.
- Wally Patch como comisionista
- Jack Hylton y su banda
- Jack Hylton como él mismo (líder de la banda)
- Las Sherman Fisher Girls como bailarinas

## Banda sonora
- "The Melody Maker" - de Noel Gay y Frank Eyton - interpretada por Jack Hylton, Patricia Kirkwood y coro con Jack Hylton and His Band y The Sherman Fisher Girls
- "The Only One Who's Difficult Is You" – de Noel Gay y Clifford Grey – interpretada por Richard Murdoch, Patricia Kirkwood y Arthur Askey con Jack Hylton y su banda
- "Después del anochecer" – por Noel Gay
- "Heaven Will Be Heavenly" – de Harry Parr Davies y Roma Campbell Hunter – interpretada por Patricia Kirkwood y coro
- "A Pretty Bird" – de Kenneth Blane – interpretada por Arthur Askey
- "Boomps-A-Daisy" – de Annette Mills – interpretada por Patricia Kirkwood, Richard Murdoch, Jack Hylton y Arthur Askey
- "Band Waggon (tema musical)" - de Harry S. Pepper - interpretado por el coro durante los créditos de apertura y repetido al final por Jack Hylton and His Band
- "Big Hearted Arthur" – por Robert Rutherford y Frank Wilcock – interpretado por Arthur Askey
- "Old King Cole" (canción tradicional infantil) – interpretada por Arthur Askey, Richard Murdoch y el trío de Charlie Forsythe, Addie Seamon y Eleanor Farrell

## Recepción
The Monthly Film Bulletin escribió: "Este es un entretenimiento loco completamente agradable. Los grandes corazones de Arthur y Stinker vistos en la pantalla no decepcionarán a sus muchos admiradores de la radio. El primero trabaja incansablemente y ofrece una actuación exuberante y desenfrenadamente divertida. Este último es más silencioso, pero es un foil y un backer-up efectivos. Para asegurarse doblemente de que Jack Hylton y su banda actúen con energía, las burlas de la B.B.C. son divertidas y de buen humor, y el espionaje burlesco es actual y oportuno. La única crítica adversa es que las escenas en el castillo, que son menos originales que las otras, son algo prolongadas y retrasan el desarrollo".
Kine Weekly escribió: "Arthur Askey y Richard Murdoch llevan gran parte de su inimitable humor radiofónico a la pantalla y cooperan sin problemas con Jack Hylton y su banda, y Pat Kirkwood. Moore Marriott también tiene sus momentos como cuidador, al igual que Freddie Schweitzer, el loco instrumentista de Hylton. Peter Gawthorne está bien elegido como el pomposo y obstinado Sr. Pilkington. ...En su conjunto, el espectáculo es un espectáculo agradable, con un elenco, un título y canciones que son garantía segura de un negocio lleno de actividades".
La Radio Times Guide to Films le dio a la película 3/5 estrellas, escribiendo: "Aunque solo se emitió durante unos dos años, Band Waggon, con sus personajes extravagantes y su humor rápido, fue enormemente popular. Aquí, el guión restringe la legendaria improvisación de Arthur Askey y Richard "Stinker" Murdoch, pero sigue siendo muy divertido ya que la pareja se aleja de su famoso apartamento en el alero de Broadcasting House solo para encontrarse con espías en un castillo embrujado.
En British Sound Films: The Studio Years 1928-1959, David Quinlan calificó la película como "buena", escribiendo: "Muy divertida, justo lo que necesita el público en tiempos de guerra".
Leslie Halliwell dijo: "Versión cinematográfica de una serie de comedia de larga duración: un registro bastante útil de un fenómeno".